# Jean Cayrol
Jean Cayrol (6 de junio de 1911-10 de febrero de 2005) fue un poeta francés, editor y miembro de la Academia Goncourt. Probablemente se le conozca más por escribir la narración en el documental de 1955 de Alain Resnais: Noche y Niebla. Fue el mayor y más subversivo y filosófico participante del Tel Quel, una publicación francesa.
En 1941, durante la ocupación nazi de Francia, Caryol se unió a la Resistencia francesa, pero fue posteriormente traicionado, arrestado y enviado al Gusen en 1943. Fue uno de los presos más jóvenes del campo de concentración y, consecuentemente, le mandaban los trabajos más duros, junto con la construcción de carreteras y ferrocarriles. Cuando Cayrol quiso morir rechazando cualquier tipo de comida, el doctor Johann Gruber, conocido como el "Santo de Gusen" lo salvó. Gruber le dio un poco de "sopa Gruber" en los servicios del barracón número 20, e intervino para que le asignaran a Cayrol un trabajo más llevadero, que le permitía escribir durante los descansos.
Entre febrero de 1944 y abril de 1945, Cayrol creó un gran volumen de poesía en Gusen. Uno de los poemas de esta época es el titulado "Chant d'Espoir", al que le puso música Remy Gillis, compañero del Gusen I, en 1944. Alerte aux ombres 1944-1945', una colección de los poemas de Cayrol en Gusen fue publicada en 1997.
La figura de Lázaro aparece varias veces en el trabajo de Cayrol. Habiendo escapado él mismo de la muerte, a Cayrol le fascinaba e inspiraba la historia de Lázaro, que volvió de la muerte.
Cayrol se retiró a Burdeos, donde murió a la edad de 93 años.